# Алмажу (Долж)
Алмажу (рум. Almăju) насеље је у Румунији у округу Долж у општини Алмаж. Oпштина се налази на надморској висини од 189 m.

## Становништво
Према подацима из 2011. године у насељу је живело 4108 становника.